# Tramung Chrum
Tramung Chrum é uma vila no Camboja com uma população de, aproximadamente, 500 habitantes, localizada a 60 km da capital Phnom Penh.
A população constituída por muçulmanos Chams, uma das minorias étnicas do Camboja, e, consequentemente, tem sido ignorados pelo governo central.
A economia é baseada na agricultura e na subsistência dos trabalhadores. Não há nenhuma eletricidade ou água corrente. A escola foi fundada em 2005 na aldeia.